# Antoni Wysocki (żołnierz)
Antoni Wysocki (ur. 25 maja 1884 w Poznaniu, zm. 22 października 1940 we Lwowie) – uczestnik Powstania Wielkopolskiego, dowódca wojskowej kompanii wildeckiej Straży Ludowej, która jako pierwszy oddział dotarła pod Hotel Bazar w dniu rozpoczęcia powstania.

## Życiorys
Był synem Michała (siodlarza) i Marii zd. Stępniak. W latach 1902–1904 uczył się zawodu drukarza. Otrzymał świadectwo ukończenia szkoły i do rozpoczęcia I wojny światowej pracował w tym zawodzie.
W sierpniu 1912 roku tworzył pierwsze drużyny skautowe w Poznaniu. Początkowo nosiły one nazwę Towarzystwa Gier i Zabaw dla Młodzieży „Zorza”, potem Towarzystwo Skautów „Zorza”, a ostatecznie hufiec „Zorza”, którego Antoni Wysocki został dowódcą.
W 1914 roku działał w Towarzystwie Gimnastycznym „Sokół”, w jego władzach centralnych reprezentował kierunek niepodległościowy (w przeciwieństwie do legalistycznego). 
W latach 1914–1915 współorganizował Tajną Organizację Niepodległościową.
Krótko po rozpoczęciu I wojny światowej Antoni Wysocki został zmobilizowany do służby w gwardii. Podczas wojny walczył w oddziałach pruskich na froncie wschodnim. W 1916 roku został nominowany na podoficera.
W 1916 roku powstała Główna Kwatera Skautowa na Rzeszę Niemiecką, która miała za zadanie scalić działające osobno poznańskie drużyny skautowe. Wstąpiły do tej organizacji wszystkie drużyny oprócz hufca „Zorza”. Antoni Wysocki obawiał się utraty samodzielności oraz, w przeciwieństwie do pozostałych, większy nacisk kładł na wyszkolenie militarne niż na pracę wychowawczą.
W sierpniu 1918 roku hufiec „Zorza” wstąpił do Polskiej Organizacji Wojskowej, z której to otrzymał rozkaz obserwacji wildeckich koszar saperów i magazynów kolejowych. Niedługo później Wysocki mianowany został komendantem dzielnicy Poznań – Wilda. Wszedł w skład komisji wojskowo-policyjnej Rady Ludowej m. Poznania.

## Udział w powstaniu wielkopolskim
Na miesiąc przed wybuchem powstania wielkopolskiego Antoni Wysocki uczestniczył w pierwszym posiedzeniu polskiej Komendy Straży Obywatelskiej w Poznaniu. W przewidywaniu walk w Poznaniu mianowany został dowódcą wojskowym dzielnicy Poznań – Wilda
27 grudnia 1918 roku Antoni Wysocki dowodził 100-osobową wojskową kompanią wildecką Straży Ludowej, która jako pierwszy oddział powstańczy dotarła pod Hotel Bazar. Następnie uczestniczył w zajęciu koszar saperów na Wildzie.
6 stycznia 1919 roku wziął udział w zajęciu stacji lotniczej na Ławicy w Poznaniu.

## Działalność po powstaniu wielkopolskim
Po zakończeniu powstania wielkopolskiego, w kwietniu 1919 roku mianowany został dowódcą II baonu Straży Ludowej. W miarę kolejnych przemian organizacyjnych przeszedł do Obrony Krajowej. W czerwcu otrzymał stopień podporucznika.
W latach 1919–1922 służy w II baonie Obrony Krajowej i następnych formacjach tego oddziału.
W dniach 20–25 sierpnia 1920 roku brał udział w II powstaniu śląskim.
5 marca 1921 roku Antoni Wysocki otrzymał awans na stopień porucznika.
W czasie od 3 maja do 5 lipca 1921 roku brał udział w III powstaniu śląskim.
W roku 1935 był podreferentem kontroli (z-ca kierownika Karola Marcinkowskiego) w Wielkopolskim Muzeum Wojskowym w Poznaniu. Działał w organizacjach weteranów powstania wielkopolskiego. Opublikował „Zarys historii Towarzystw Powstańców” w Jedniodniówce Powstańca Wielkopolskiego, Poznań 1935 (s. 7–17). Utrzymywał stały kontakt z harcerstwem poznańskim. W sierpniu 1935 roku przewodniczył corocznej akademii Towarzystwa Powstańców i Wojaków. Wygłosił „przemówienie wstępne poświęcone bohaterskim zmaganiom się Wojska Polskiego z nawałą bolszewicką”.

## Okres II wojny światowej
4 września 1939 roku Antoni Wysocki ewakuował się z Poznania wraz z Armią Poznań na wschodni brzeg Wisły. Prowadził konwój samochodów do Lwowa. Tam, w komitecie wielkopolsko-pomorskim, organizował przerzuty Polaków przez granicę węgierską i rumuńską. 20 września 1939 roku wziął udział w obronie Lwowa będąc zastępcą dowódcy oddziału szturmowego.
5 października 1939 roku Antoni Wysocki został aresztowany przez władze sowieckie – UNKWD. 2 sierpnia 1940 roku odbyła się rozprawa przed Sądem Obwodowym we Lwowie. Wysockiego skazano na rozstrzelanie z art. 54-2 (Powstanie zbrojne lub wtargnięcie uzbrojonych band na terytorium radzieckie, przejęcie władzy) i art. 54-11 (Zorganizowana działalność z zamiarem obalenia władzy) Kodeksu karnego USRR.
Do czasu wykonania wyroku Antoni Wysocki więziony był we lwowskim więzieniu nr 2 na Zamarstynowie. Wyrok wykonano 22 października 1940 roku.

## Odznaczenia
- Krzyż Niepodległości z Mieczami
- Krzyż Walecznych
- Srebrny Krzyż Zasługi
- Śląski Krzyż Powstańczy